# Weyland-Yutani
Weyland-Yutani Corporation je fiktivní firma z filmů o Vetřelci. Někdy uváděna jako Společnost (The Company).
Firma disponuje velkým polem působnosti – od rafinérské činnosti až po výrobu pro armádní účely. Právě kvůli vojenským účelům vedení společnosti touží po odchycení vetřelce a využití jeho kyseliny, kterou má místo krve.

## Popis Společnosti
Jedná se konglomerát, který disponuje poměrně velkým polem působnosti. Je především dodavatelem technologií, vyrábějící syntetické materiály, kosmické lodě a počítače pro širokou škálu průmyslových a komerčních klientů, zároveň má ale i mnoho dalších, nevýrobních aktivit. Společnost disponuje rozsáhlým bohatstvím v meziplanetární dopravě a přepravě a je jednou z korporací, která provozuje zakládání kolonií a osídlování mimo sluneční soustavu, prostřednictvím Správy extrasolární kolonizace, kde má své zástupné křeslo.
Dále také má svoji soukromou armádu (Weyland-Yutani Private Military Contractor, známá taktéž jako W-Y Private Military Contractor nebo Weyland-Yutani PMCs) a speciální jednotky ( Weyland-Yutani Commandos, objevili se ve Vetřelec 3). Také má velmi silné vazby s United States Colonial Marine Corps, které pravděpodobně také vlastní. Podle některých, firma až do roku 2150 ovládá do jisté míry „téměř vše“. Její hlavní sídla jsou v Tokiu, Londýně, San Franciscu, na Luně a na Thedusu.
Weyland-Yutani je příkladem té „nejzlejší“ mega korporace ve sci-fi. Od samého počátku i ti nejchudší zaměstnanci společnosti věděli o korupční povaze tohoto konglomerátu. Bylo všeobecně známo, že vedoucí pracovníci flotil pro obchodní dopravu, běžně platí inspektory, než aby se podrobili důkladným bezpečnostním inspekcím a revizím svých plavidel.
Krátce před rokem 2122 zaznamenala Weyland-Yutani Corporation signál vysílaný z opuštěného Acheronu (LV-426), středního měsíce, obíhajícího kolem prstencové planety Calpamos. I přes to, že jazyk nebyl znám, společnost dokázala rozluštit dostatečnou část zprávy na to, aby se dozvěděla, že se jedná o varování ohledně smrtelného druhu Xenomorpha XX121. Hned poté společnost vyslala na Acheron nákladní loď USCSS Nostromo, kterou bez vědomí posádky, která podle pravidel společnosti jela prozkoumat neznámý signál, vedla k prvotnímu kontaktu s Xenomorphem.
Weyland-Yutani je ochotna obětovat nejen slušnost, ale i lidské životy, v nekonečném úsilí o generaci zisků. Jedním z hlavních cílů této společnosti, je využití Xenomorpha jako biologické zbraně, aby lidstvo zůstalo elitním druhem ve vesmíru, a to nejen kvůli peněžitým ziskům.
V roce 2179 se Weyland-Yutani silně podílela na kolonizaci extrasolárních planet, včetně terraformování vhodných těles s nehostinným prostředím, a to výstavbou zařízení na zpracování atmosféry. Během své historie společnost založila a spravovala četné kolonie v celé galaxii, včetně kolonie Hadley's Hope na LV-426 (trocha provokace?). Byla také zapojena do necivilních kolonií, zejména dohlížela na pracovní opravné jednotky a přidružené průmyslové trestné slévárny na planetě Fiorina „Fury“ 161.
Společnost provozuje také celou řadu výzkumných a vývojových pracovišť v celé galaxii, kde se zabývá špičkovým výzkumem nezákonných nebo nebezpečných oborů a oblastí, zaměřených zejména na studium druhů Xenomorpha. Hlavní laboratoře Weyland-Yutani zahrnují instalace na LV-1201 a BG-386 a původní zařízení na LV-742, LV-412 a LV-426. Všechny tyto laboratoře často fungují za amorálních podmínek, zejména pokud jde právě o výzkum Xenomorpha. Mnoho mladých zaměstnanců je často využíváno jako nedobrovolní hostitelé pro tato stvoření, přičemž některé výzkumné týmy jsou o této skutečnosti předem informovány.
Od roku 2290 se Weyland–Yutani začala potýkat s finančními problémy a především politickým nátlakem. Její kolonie Nu Indy firmu zažalovala a domohla se absolutní nezávislosti, o dva roky později, po těžkém boji s konkurenčním konglomerátem (pravděpodobně Riddton...), ztratila firma svou finanční stabilitu. V roce 2349 byly všechny megakorporace jako Weyland-Yutani zakázány, což vedlo k vzestupu United Systems Military. Společnost se odvolala, ale po tříletých nákladných soudních rozepřích, společnost spor nakonec prohrála.
Avšak i během tohoto období, pokračovali agenti Weyland-Yutani v tajnosti ve svém výzkumu. Společnost nelegálně využívala své kontakty v rámci USM, která jim předala informace o svých různých výzkumných projektech. Po havárii USM Auriga na Zemi, Weyland-Yutani využila velkého množství shromážděných informací o Xenomorphovi a začlenila je do Alien: The Weyland-Yutani Report, rozsáhlé zprávy o druhu Xenomorpha XX121, ve vztahu k historickým událostem lidstva. Po pádu USM všechny megakorporace povstaly a převzaly moc ponechanou kdysi mocnou, nyní už rozpadlou organizací...
Weyland-Yutani se nakonec také znovu objevila jako silná nadnárodní společnost, oživena podporou veřejnosti, kterou získala při vyčištění silně znečištěné a poškozené Země.
Společnost vznikla na přelomu 21. – 22. století spojením britské firmy Weyland Corporation, jejímž zakladatelem byl v roce 2012 milionář Peter Weyland (ve filmu Alien vs. Predator jím byl Charles Bishop Weyland) a japonské společnosti Yutani Corporation.

## Weyland-Yutani veVetřelci
Společnost se vyznačuje tím, že se neostýchá využít jakékoliv příležitosti, aby tento vesmírný organismus získala. V prvním díle společnost vloží do palubního počítače Nostroma tajný rozkaz č. 937, v němž jako prioritu staví získání živého vetřelce, přičemž posádka lodi je „postradatelná“. Současně mezi posádku umístí androida Ashe (Ian Holm), který má za úkol tento rozkaz splnit, i kdyby to mělo být za cenu ztráty všech členů posádky.

## Weyland-Yutani veVetřelcích
Když první pokus o získání mimozemského tvora nevyšel, rozhodla se společnost vyslat na LV-426 planetové inženýry, kteří zde postaví atmosférický procesor, stroj na výrobu kyslíku a vytvoří na planetě obyvatelné podmínky. Vyslaní kolonisté mají při vidině zisku povolené průzkumné výjezdy po planetě. V jednu chvíli se setkají s havarovaným vesmírným korábem. Po ztrátě kontaktu s LV-426 je vyslána záchranná četa, která má za úkol zjistit situace na planetě. S ní se na cestu vydává i Ripleyová (Sigourney Weaver) a Burke (Paul Reiser), který má opět za úkol propašovat přes karanténu tyto tvory. Avšak vetřelec je větším a silnějším protivníkem než se zdál.

## Weyland-Yutani veVetřelci 3
Poté, co se Ripleyová vypořádá s vetřelci na LV-426 i s jejich královnou na palubě Sulaca, netuší, že se zde nacházejí ještě dvě vajíčka vetřelce. Jedno se vylíhne, když je posádka v kryogenickém spánku. Facehugger naklade vetřelčí embryo do hrudníku Ripleyové. Poté, co firma dostane hlášení z planety Fiorina 161, kde havaroval záchranný modul z USS Sulaco, o výskytu vetřelce, pošle na planetu jednotku a zároveň zprávu, zakazující likvidaci vetřelce. Vyslaná jednotka však nedokáže Ripleyové zabránit v sebevraždě – ta skočí do lázně žhavého olova.